# Square Enix
Square Enix Holdings Co., Ltd. este o companie multinațională japoneză de holding, editor de jocuri video și conglomerat de divertisment. Ea lansează francize de jocuri de rol precum Final Fantasy și Dragon Quest printre numeroase altele. În afara editării și dezvoltării de jocuri video, ea este și în afacerea de mărfuri, facilități arcade și publicație de manga sub marca sa Gangan Comics.  
Originalul Square Enix Co., Ltd. a fost format în aprilie 2003 dintr-o fuziune între Square și Enix, cu cel din urmă ca companie supraviețuitoare. Fiecare acțiune din acțiunile comune ale Square a fost schimbată cu 0,85 acțiuni din acțiunile comune ale Enix. În acest timp, 80% din angajații Square Enix au fost alcătuiți din foști angajați ai Square. Ca parte a fuziunii, fostul președinte al Square Yoichi Wada a fost numit președinte al noii companii, iar fostul președinte al Enix Keiji Honda a fost numit vicepreședinte. Yasuhiro Fukushima, cel mai mare acționar al companiei combinate și fondator al Enix, a devenit președinte al consiliului de administrație. În octombrie 2008, Square Enix a condus o despărțire de companie între afacerile sale corporative și operațiunile de jocuri video, reorganizându-se ca holding-ul Square Enix Holdings Co., Ltd., iar operațiunile sale interne domestice de jocuri video au fost formate sub subsidiara Square Enix Co., Ltd. Grupul operează brațe americane, chineze și europene, cu sediile în Los Angeles, Beijing, Paris, Hamburg și Londra respectiv.
O mulțime din francizele Square Enix au vândut peste 10 milioane de copii în toată lumea după 2020, cu Final Fantasy vânzând 173 de milioane, Dragon Quest vânzând 85 de milioane și Kingdom Hearts livrând 36 de milioane. În 2005, Square Enix a achiziționat corporația de arcade Taito. În 2009, Square Enix a achiziționat Eidos plc, compania părinte a editorului de joc video britanic Eidos Interactive, care a fost ulterior absorbit în brațul său european. Square Enix are sediul la Shinjuku Eastside Square Building în Shinjuku, Tokyo, alături de un al doilea birou în Osaka. Are peste 5 000 de salariați mondial prin operațiunea sa de bază și subsidiare.

## Subsidiare

### Domestic
- Gangan Comics
- Taito
- Square Enix Co., Ltd.
- Square Enix Business Support, Co., Ltd.
- Square Enix AI & Arts Alchemy Co., Ltd.
- Square Enix Image Studio Division

### Internațional
- Square Enix, Inc.
- Square Enix, Ltd.
- Square Enix (China) Co., Ltd.
- Huang Long Co., Ltd.
- Square Enix Pvt. Ltd.

### Foste subsidiare
- Enix America Corporation, Inc.
- Square USA, Inc.
- DigiCube
- Square Electronic Arts
- Visual Works
- Taito Soft Corporation
- Enix America, Inc.
- Square Enix Webstar Network Technology (Beijing) Co., Ltd.
- UIEvolution
- Taito Art Corporation
- Taito Tech Co., Ltd.
- Smile-Lab Co., Ltd.
- Square Enix of Europe Holdings
- Beautiful Game Studios
- Eidos Hungary
- Eidos Interactive
- IO Interactive
- Crystal Dynamics
- Eidos Montréal
- Studio Onoma
- Hippos Lab Co., Ltd.
- Smileworks
- Tokyo RPG Factory
- Shinra Technologies
- Studio Istolia
- Luminous Productions
- Square Enix London Mobile